# 소욤보 문자
소욤보 문자(Soyombo, 𑪁𑩖𑩻𑩖𑪌𑩰𑩖 𑩰𑩑𑩢𑩑𑪊)는 1686년 몽골의 티베트 불교 승려이자 학자이던 자나바자르(Zanabazar)에 의해 개발된 아부기다 문자 체계로, 몽골어, 티베트어, 산스크리트어를 표기할 수 있도록 고안되었다. 기본적인 체계는 데바나가리 문자를 바탕으로 하고 모양은 당시 네팔의 네와르족이 사용하던 란자나 문자(Ranjana)의 영향을 받은 것으로 보이는데, 개별 문자의 형태는 전통적인 몽골 문자나 돌궐 문자의 모습을 닮았다.
개발 이후 불교 의식에 사용되어 사원의 비문 등에서 찾아볼 수 있으나 일상생활에서 사용하기에는 너무 복잡하여 널리 받아들여지지는 않았다. 오늘날 몽골의 국기 등에도 사용되는 소욤보 문양이 소욤보 문자의 형태에서 비롯된 것이다.

## 이용

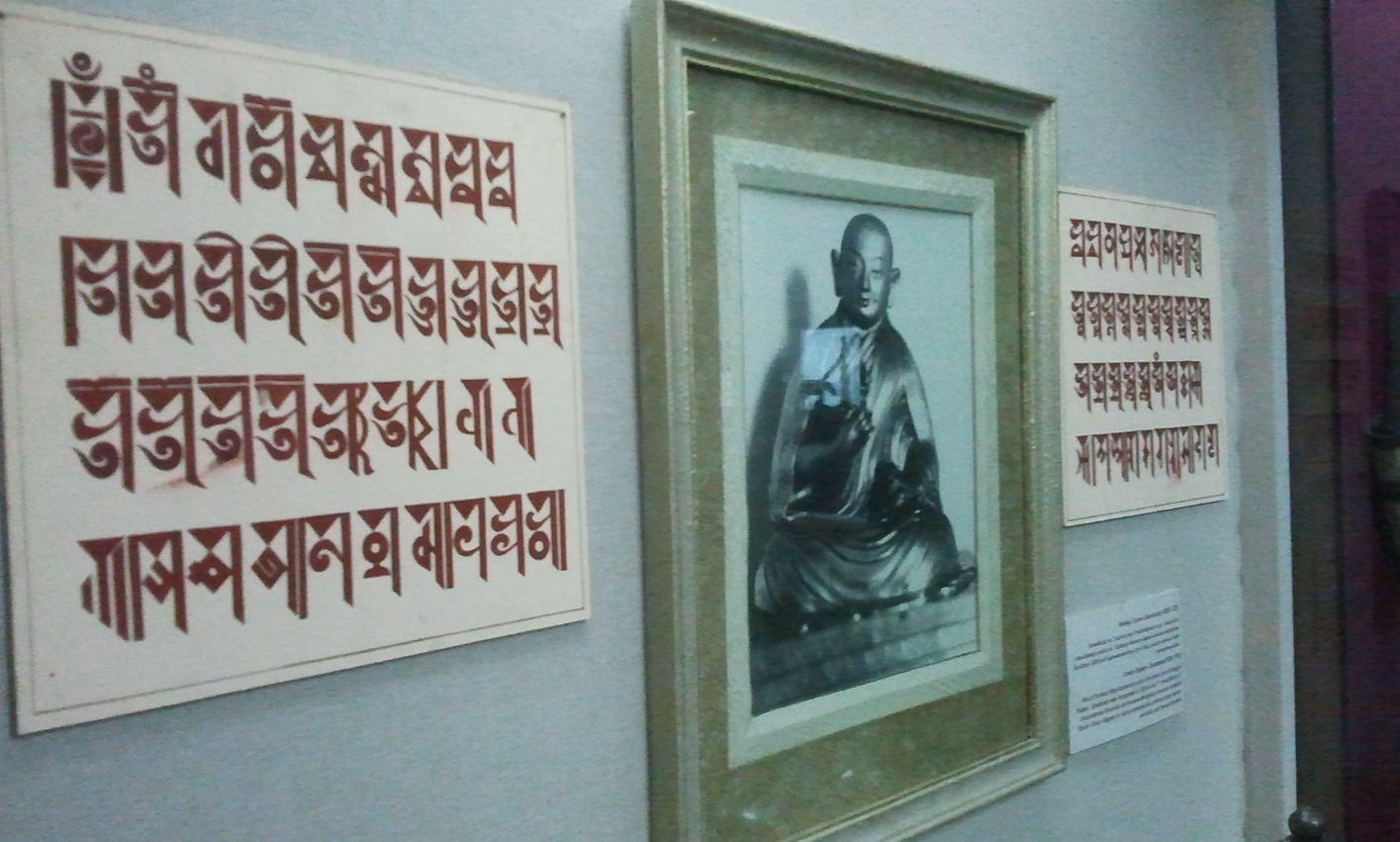
자나바자르 불상 사진과 양옆의 소욤보 문자

동부 몽골인들은 주로 의식과 장식용 문자로 사용했다. 자나바자르는 산스크리트어 또는 티베트어로 된 불교 문헌의 번역을 위해 이 문자를 만들었고, 그와 그의 제자 모두 그것을 위해 광범위하게 사용했다.
일상 문자로 채택되기에는 너무 복잡했기 때문에, 오늘날에는 사실상 거의 사용되지 않는다. 역사적 문헌을 제외하면 보통 사찰의 금석문에서 발견될 수 있다. 또한 장모음과 같은 몽골어의 특정한 발전을 반영하기 때문에 언어 연구와 관련이 있다.

## 구조
소욤보 문자는 이전까지 세로로 쓰였던 문자와 달리 왼쪽에서 오른쪽으로 수평으로 쓰여진 최초의 몽골 문자이다. 티베트 문자와 데바나가리 문자와 마찬가지로 표시는 수평선 아래에 매달려 있어 텍스트의 각 행에 가시적인 "백본"를 부여한다.
소욤보 기호의 두 가지 변형은 문장의 시작과 끝을 표시하기 위한 특수 문자로 사용된다. 두 요소(상단의 삼각형과 오른쪽 수직 막대)는 다른 문자의 각진 기본 틀을 형성한다.
이 틀 안에서 음절은 1~3개의 요소로 이루어져 있다. 첫 번째 자음은 각도의 높은 곳에 위치한다. 모음은 낮은 중앙에 표시된 u와 ü를 제외하고 틀 위에 표시된다.
두 번째 자음은 세로 막대의 안쪽에 추가되어 u 또는 ü 표시를 왼쪽으로 밀어 넣는다.
세로 막대 아래에 있는 짧은 사선 고리는 장모음을 나타낸다.
또한 두 개의 이중모음의 세로 막대 오른쪽에 있는 곡선 또는 들쭉날쭉한 표시도 있다.

## 문자
첫번째 문자는 짧은 a로 시작하는 음절이다. 다른 모음으로 시작하는 음절은 동일한 기본 문자에 모음 표시를 추가하여 구성된다. 나머지 모든 기본 문자는 자음으로 시작하는 음절을 나타낸다. 모음 표시가 없는 시작 자음은 뒤에 오는 a를 의미한다.
이론상으로 20개의 자음과 14개의 모음으로 인해 거의 4,000개의 조합이 생성되지만 모든 조합이 실제로 몽골어에서 발생하는 것은 아니다. 티베트어나 산스크리트어를 쓰기 위한 추가 기본 문자와 기호가 있으며 이 두 언어에서 사용되는 일부 기호는 몽골어에서 사용되지 않는다.

### 몽골어

몽골어의 음절 구조

몽골어의 음절에는 자음 또는 vocal carrier (Cb), 모음 (V), 길이 표시 (L), 이중 모음 표시 (Vd) 및 종성 (Cf) 요소가 포함될 수 있다.

#### 모음
몽골어는 7개의 모음을 사용하며, 모두 짧은 형태와 긴 형태를 가지고 있다. 긴 형태는 길이 표시를 쓴다.:
|   |   |   |   |   |   |   |
| a | i | e | ü | u | o | ö |
|   |   |   |   |   |   |   |
| ā | ī | ē | ǖ | ū | ō | ȫ |

이중모음 표시자는 다른 모음기호와 함께 사용되며 몽골어의 이중모음을 나타낸다.:
|    |    |
| -i | -u |

#### 자음
|       |       |    |    |    |    |    |    |    |     |
| ɡa/ɢa | ka/qa | ŋa | ǰa | ča | ña | da | ta | na | ba  |
|       |       |    |    |    |    |    |    |    |     |
| pa    | ma    | ya | ra | va | la | ša | sa | ha | ksa |

종성에는 기본 글자를 단순화한 변형을 사용하며, 틀 하단에 쓴다. 모음 u 또는 ü와 충돌하는 경우 모음은 왼쪽에 쓴다.
|       |       |    |       |    |       |
| aɡ/aɢ | ak/aq | aŋ | ad/at | an | ab/ap |
|       |       |    |       |    |       |
| am    | ar    | al | aš    | as | ah    |

### 산스크리트어·티베트어

산스크리트어의 음절 구조

티베트어의 음절 구조

산스크리트어 또는 티베트어의 음절에는 접두사 형태의 자음(Cp), 자음 또는 vocal carrier(Cb), 중간 자음군(C2…Cn), 모음(V) 및 길이 표시(L) 요소가 포함될 수 있다. 산스크리트어에는 아누스바라 (Sa)와 비사르가 (Sv)의 두 가지 분음 부호가 있다. 티베트어에서 음절은 공백에 비유되는 작은 삼각형 모양의 기호인 tsheg (T)로 구분할 수 있다.

#### 모음
산스크리트어에는 ṛ, ṝ, ḷ, ḹ 모음이 추가로 포함된다.
|   |   |   |   |   |   |    |   |    |
| a | i | u | ṛ | ḷ | e | ai | o | au |
|   |   |   |   |   |   |    |   |    |
| ā | ī | ū | ṝ | ḹ |   |    |   |    |

아누스바라 분음 부호는 비음화(ṃ로 표기)를 나타낸다. 비사르가는 모음 직후의 유기음(ḥ로 표기)을 나타낸다.
|    |    |
| aṃ | aḥ |

#### 자음
소욤보에는 산스크리트어와 티베트어를 재현하기 위한 전체 문자가 포함되어 있다. 일부 문자는 몽골어, 산스크리트어, 티베트어로 다른 소리를 나타내기도 한다. 몽골어에서는 산스크리트어의 무성음에 대한 문자가 유성 파열음에 사용되는 반면, 무성음을 나타내는 문자는 무성 파열음에 사용된다.  몽골어에서는 티베트어와 산스크리트어에 특별히 쓰이는 글자를 갈리그(гали, galig)라고 부르며, 외래음을 표기하기 위한 문자라는 점이다.
|    |     |    |     |    |     |      |     |     |     |
| ka | kha | ga | gha | ṅa | ca  | cha  | ja  | jha | ña  |
|    |     |    |     |    |     |      |     |     |     |
| ṭa | ṭha | ḍa | ḍha | ṇa | ta  | tha  | da  | dha | na  |
|    |     |    |     |    |     |      |     |     |     |
| pa | pha | ba | bha | ma | tsa | tsha | dza | zha | za  |
|    |     |    |     |    |     |      |     |     |     |
| 'a | ya  | ra | va  | la | śa  | ṣa   | sa  | ha  | kṣa |

산스크리트어와 티베트어의 자음군은 보통 동일한 틀 안에 여러 개의 자음을 수직으로 쌓아서 쓴다. 기존 출처에서 cluster는 최대 3개의 자음으로 생성되지만, 이론적으로는 가능한 한 많은 자음을 포함할 수 있다. ra, la, śa, sa의 네 개 자음도 주삼각형의 왼쪽에 작은 부호로 구성된 특별한 접두사로 쓸 수 있으며, 주삼각형의 왼쪽에 작은 부호로 구성되어 있으며, 다른 자음보다 먼저 발음된다.

## 문장 부호
소욤보 기호를 제외하고, 유일한 문장 부호는 수직 막대로 표현되는 마침표이다. 비문에서 단어들은 종종 위쪽 삼각형(tsheg)의 높이에서 점으로 구분된다.

## 유니코드
소욤보 문자는 2017년 6월 유니코드 버전 10.0이 출시된 이후 유니코드 표준에 포함되었다. 소욤보 블록은 현재 83자로 구성되어 있다. 소욤보를 인코딩하는 제안은 Anshuman Pandey에 의해 제출되었다. 유니코드 제안은 2015년 12월에 수정되었다.
소욤보의 유니코드 블록은 U+11A50–U+11AAF이다.:
| 소욤보 문자[1][2] Official Unicode Consortium code chart (PDF)                 |   |   |   |   |   |   |   |   |   |   |   |   |   |   |   |   |
|                                                                                | 0 | 1 | 2 | 3 | 4 | 5 | 6 | 7 | 8 | 9 | A | B | C | D | E | F |
| U+11A5x                                                                        | 𑩐 | 𑩑  | 𑩒  | 𑩓  | 𑩔  | 𑩕  | 𑩖  | 𑩗  | 𑩘  | 𑩙  | 𑩚  | 𑩛  | 𑩜 | 𑩝 | 𑩞 | 𑩟 |
| U+11A6x                                                                        | 𑩠 | 𑩡 | 𑩢 | 𑩣 | 𑩤 | 𑩥 | 𑩦 | 𑩧 | 𑩨 | 𑩩 | 𑩪 | 𑩫 | 𑩬 | 𑩭 | 𑩮 | 𑩯 |
| U+11A7x                                                                        | 𑩰 | 𑩱 | 𑩲 | 𑩳 | 𑩴 | 𑩵 | 𑩶 | 𑩷 | 𑩸 | 𑩹 | 𑩺 | 𑩻 | 𑩼 | 𑩽 | 𑩾 | 𑩿 |
| U+11A8x                                                                        | 𑪀 | 𑪁 | 𑪂 | 𑪃 | 𑪄 | 𑪅 | 𑪆 | 𑪇 | 𑪈 | 𑪉 | 𑪊  | 𑪋  | 𑪌  | 𑪍  | 𑪎  | 𑪏  |
| U+11A9x                                                                        | 𑪐  | 𑪑  | 𑪒  | 𑪓  | 𑪔  | 𑪕  | 𑪖  | 𑪗  | 𑪘  | 𑪙  | 𑪚 | 𑪛 | 𑪜 | 𑪝 | 𑪞 | 𑪟 |
| U+11AAx                                                                        | 𑪠 | 𑪡 | 𑪢 |   |   |   |   |   |   |   |   |   |   |   |   |   |
| 참고 1.^ 유니코드 버전 14.0부터 2.^ 회색 영역은 할당되지 않은 코드를 나타낸다. |   |   |   |   |   |   |   |   |   |   |   |   |   |   |   |   |

Menksoft IME는 대체 입력 방법을 제공다.

## 같이 보기
- 몽골어의 문자 체계

## 참고 문헌
- Соёмбын нууц ба синергетик. Эмхэтгэсэн Б. Болдсайхан, Б. Батсанаа, Ц. Оюунцэцэг. Улаанбаатар 2005. (Secrets and Synergetic of Soyombo. Compiled by B. Boldsaikhan, B. Batsanaa, Ts. Oyuntsetseg. Ulaanbaatar 2005.)